# 潘泰萊里亞
潘泰萊里亞是意大利西西里大區特拉帕尼省的一个市镇，位於地中海西西里海峽中的一個島嶼。距西西里島約有100公里，距突尼斯海岸約有70公里。該島是一座火山島。总面积83.02平方公里，人口7788人，人口密度93.8人/平方公里（2009年）。ISTAT代码为081014。